# Playboy Mansion
Playboy Mansion (англ.) («Особняк „Плейбой“»), також відомий як Playboy Mansion West («Західний Особняк „Плейбой“») — резиденція засновника журналу Playboy Г'ю Гефнера. Розташований у районі Голмбі-Гіллз, Лос-Анджелес, Каліфорнія, неподалік від Беверлі-Гіллз. Став відомим у 1970-х роках: коли у ЗМІ стали з'являтися сюжети про пишні вечірки Гефнера.
На теперішній час, коли особняком володіє Дарен Метропулос, Playboy Mansion також використовують для різноманітних корпоративних заходів, він слугує місцем кіно- і фотозйомок, добродійних заходів, громадської діяльності.

## Історія
Журнал Forbes описує стиль будинку як «готично-тюдорівський». Він займає площу 2,1 гектара (5,3 акра). Спроектований Артуром Р. Келлі у 1927 році для Артура Леттса-Молодшого (сина засновника універмагу The Broadway Артура Леттса-Старшого), він був придбаний компанією Playboy у Луї Д. Стейтема у 1971 році за 1,1 млн доларів. На початку 2011 р. будинок оцінювався у 54 мільйони. Він розташований біля північнозахідного кута гольф-клубу Country Club, біля Каліфорнійського університету в Лос-Анджелесі і громадського клубу Bel-Air Country Club. 15 млн доларів були вкладені у його оновлення і розширення.
Особняк налічує 22 приміщення, включаючи винний льох (з потайними дверима у стилі доби «сухого закону»), кінозалу з вбудованим органом, ігрову кімнату, три приміщення для хатніх птахів і тварин (навіть кладовище для померлих годованців), тенісний корт (він же баскетбольний майданчик), зону з водоспадом і басейном (разом з патіо, майданчиком для барбекю, гротом і лазнею, у цокольному поверсі якої розташована гімнастична зала з сауною). Ландшафтне оформлення включає великий ставок з коропами, споряджений штучною течією, маленький цитрусовий сад, і два ретельно доглянутих гайки деревоподібних папоротей і секвой. Західне крило (первісно призначене для прислуги) займає редакція журналу Playboy. Головна будова пташника являє собою колишню оранжерею, до неї примикають гостьові кімнати. Апартаменти господаря займають кілька кімнат на другому і третьому поверхах. Ця частина будинку сильніше за інші зазнала перероблення, її декор різьбленого дубу належить до 1970-х. Особняк має окрему відкриту кухню для влаштовування вечірок просто неба.
Ігрова кімната (ігровий будиночок) являє собою окрему будівлю у північній частині маєтку. Від фонтану біля головного входу є два хідники, що йдуть повз «криницю бажань» (wishing-well). Правий хідник (поруч якого знаходиться «Алея зірок» Гефнера) веде до ігрового будиночка. У ньому присутні вінтажні й сучасні аркади, пінбол, піанола, музичний автомат, телевізор, стереосистема. Ігровий будиночок має два флігелі: у лівому покрита м'якими килимами підлога, дзеркала на всіх стінах, телевізор, кімната для відпочинку з душем; у правому — маленька кімната відпочинку, звідки веде вихід у спальню. Ця спальня сполучується з ще одною спальнею, що виходить на задній двір будиночка, обладнаний клубними кріслами, він має ще виходи з обох сторін.

### Продаж
У січні 2016 особняк виставлено на продаж за ціною 200 млн доларів, причому за умови, що Гефнер буде орендувати його в нового власника. У серпні того ж року Playboy Mansion був проданий за 100 млн бізнесмену Дарену Метропулосу, співвласнику Hostess Brands й очільнику інвестиційної компанії Metropoulos & Co.

## Заходи

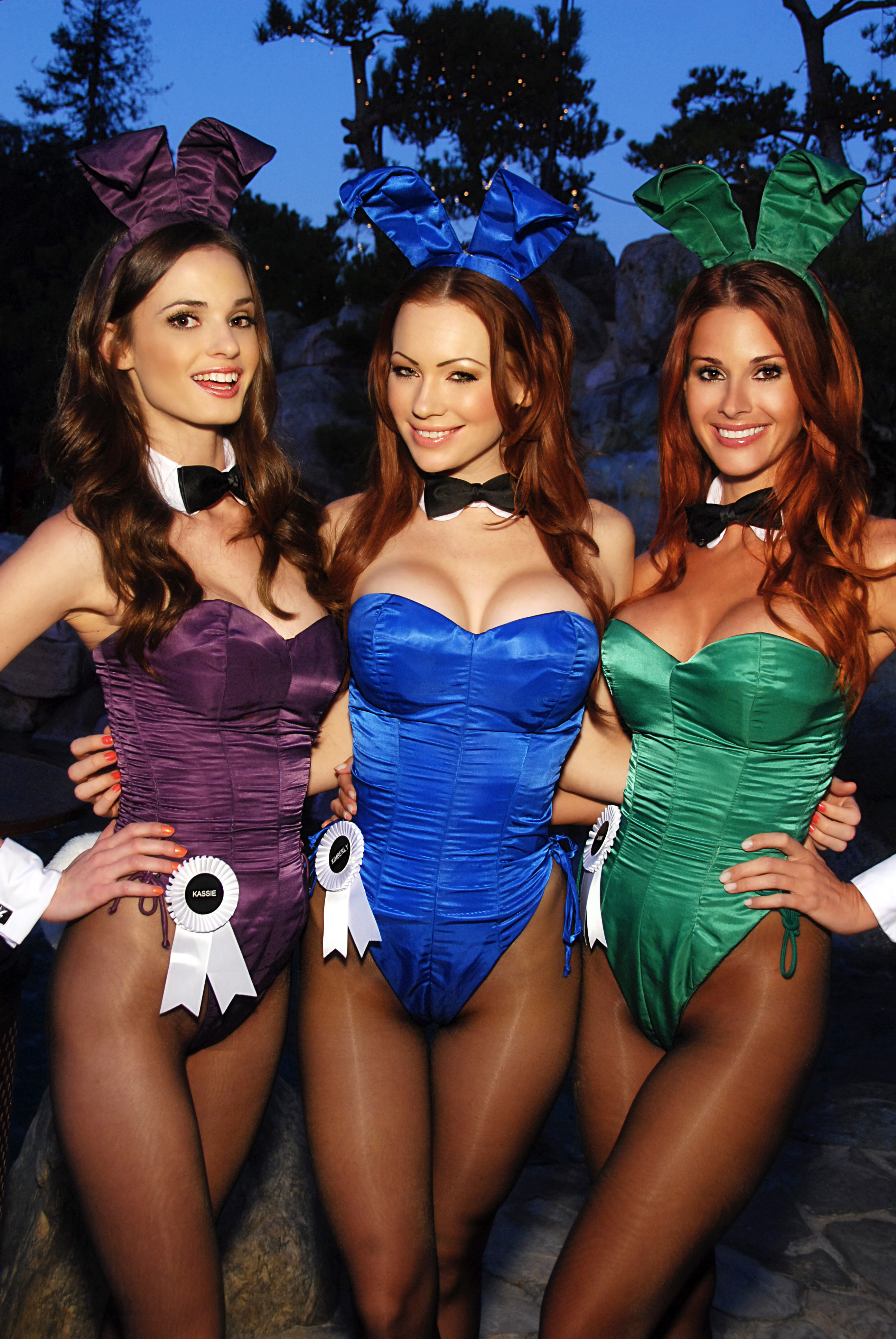
«Кролики Playboy» (Playboy Bunnies) в особняку, 2011

Вечірка «Сон літньої ночі» (Midsummer Night's Dream Party), також відома як «Вечірка Середини Літа» (Midsummer's party) проходить в особняку в першу суботу серпня.
У 2007 році вечірка випала на 4 серпня. Тема вечірки — «Тисяча й одна ніч». Серед гостей: Крістофер Найт з дружиною Едріанн Керрі, Альфонсу Рібейру та багато інших.
Ця вечірка, знята кабельним каналом E!, була оприлюднена у складі випуску Unveilings «Дівчат Playboy» (The Girls Next Door).

## Інше
- Playboy Mansion зображений у фільмі «Хлопці будуть у захваті[en]» (2008), де знялися Емма Стоун і Анна Феріс[10].
- Пісня гурту U2 "The Playboy Mansion".

## Масове зараження гостей
У лютому 2011 року 123 особи звернулися до лікарів з скаргами на гарячку і гостре захворювання дихальних шляхів після відвідування зустрічі організації DomainFest Global, що проводилася в особняку. Епідеміологи департаменту охорони здоров'я округу Лос-Анджелес повідомили про результати розслідування на конференції Центрів з контролю й профілактики захворювань США. Згідно з ними, джерелом зараження є джакузі в гроті: там були виявлені бактерії Legionella pneumophila, що спричиняють легіонельоз.